# Cubiceps whiteleggii
Cubiceps whiteleggii is een straalvinnige vissensoort uit de familie van kwallenvissen (Nomeidae). De wetenschappelijke naam van de soort is voor het eerst geldig gepubliceerd in 1894 door Waite.